# Universidad Católica Sedes Sapientiae

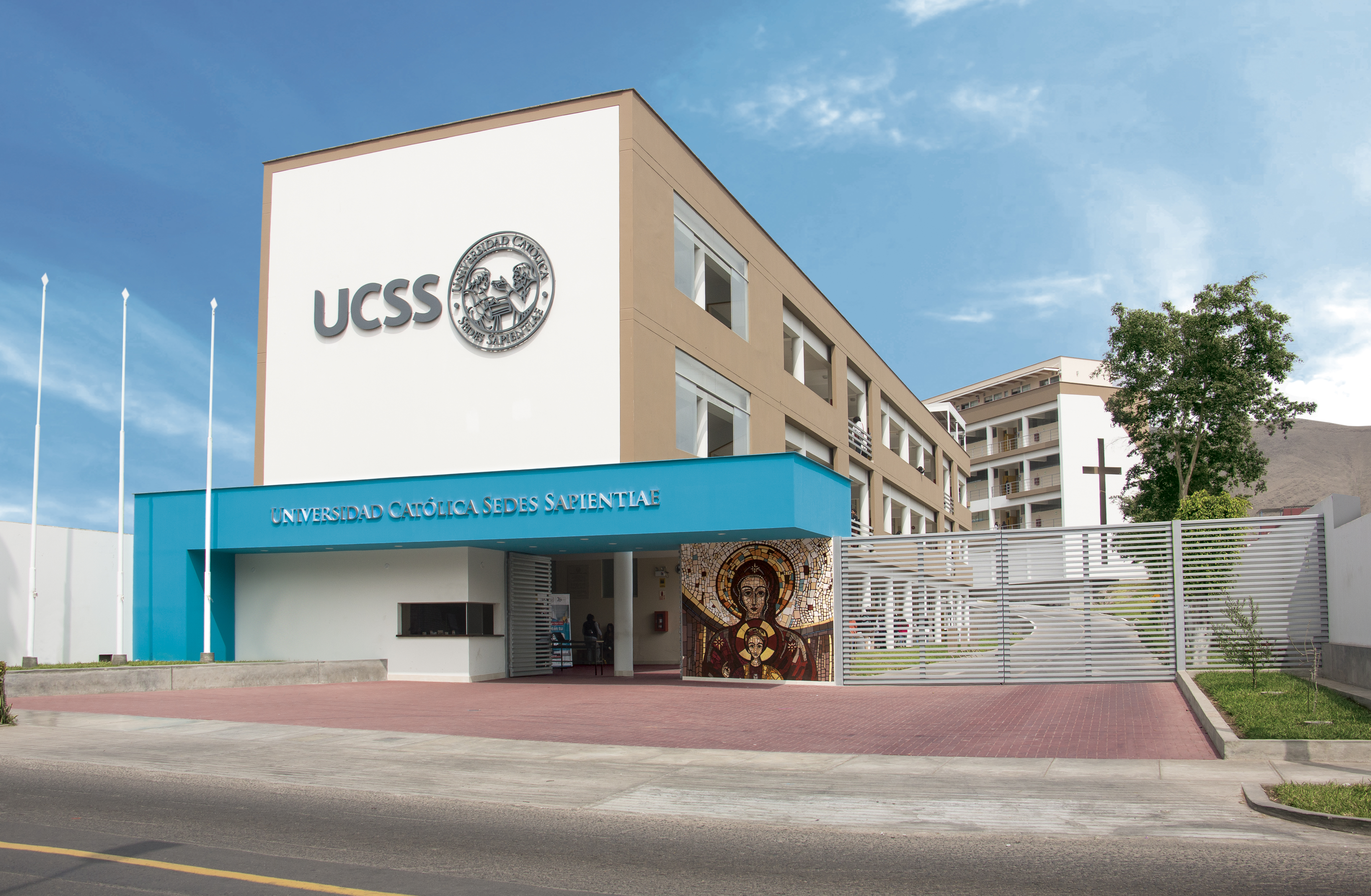
Campus UCSS (2018)

Die Katholische Universität Sedes Sapientiae (spanisch Universidad Católica Sedes Sapientiae; kurz UCSS) ist eine Katholische Universität in Lima, Peru.
Die Katholische Universität Sedes Sapientiae wurde am 31. Mai 1998 von dem italienischen Bischof von Carabayllo, Lino Panizza Richero OFMCap, gegründet und am 27. Dezember 1999 staatlich genehmigt. Die Bistum Carabayllo ist der Träger der UCSS. Ihr Hauptcampus befindet sich im Distrikt Los Olivos von Limas. Sie hat außerdem Zweigstellen in Atalaya (Ucayali), Chulucanas (Piura), Huacho (Lima), Vegueta (Lima),  Nueva Cajamarca (San Martín) und in Tarma (Junín).